# ラッリオ
ラッリオ（伊: Lallio  ( 音声ファイル)）は、イタリア共和国ロンバルディア州ベルガモ県にある、人口約4,100人の基礎自治体（コムーネ）。

## 地理

### 位置・広がり
ベルガモ県のコムーネ。県都ベルガモから南西へ5km、州都ミラノから東北東へ41kmの距離にある。

#### 隣接コムーネ
隣接するコムーネは以下の通り。
- ベルガモ
- ダルミネ
- ステッツァーノ
- トレヴィオーロ

### 地震分類
イタリアの地震リスク階級 (it) では、3 に分類される
。

## 姉妹都市
- Schöngeising、ドイツ